# まちあわせ
『まちあわせ』はたまのベスト・アルバム。1992年12月20日にシングル「星を食べる」と同時発売された。

## 概要
東芝EMI（現：EMIミュージック・ジャパン）に移籍したたまのアクシック時代のシングルや代表曲を収録したベスト・アルバム。「まちあわせ」、「そんなぼくがすき」、「ばいばいばく」、「さよなら人類」と「らんちう」のシングルヴァージョンは、本作でアルバム初収録となった。
ジャケットのイラストは、メンバーと交流があり、「星を食べる」が『劇場版ちびまる子ちゃん わたしの好きな歌』の挿入歌に起用された縁からさくらももこが手がけた。シングル『星を食べる』との同時発売で、表ジャケットのイラストがシングル表ジャケットと同じである。
2009年3月4日にたまデビュー20周年を記念して、ファーストアルバム『さんだる』に収録された「さよなら人類 〜オリジナルヴァージョン〜」と「らんちう 〜アルバムヴァージョン〜」を追加収録して再発された。ちなみに同日には柳原陽一郎のアルバム『長いお別れ』が、当時発売されたシングルやデモ音源を追加し「スペシャル・エディション」として再発売された。

## 収録曲
収録曲の詳細は各項目を参照

### CD
| 全作曲: たま、全編曲: たま（特記以外）。 |                                                                    |            |            |      |
| #                                        | タイトル                                                           | 作詞       | 作曲・編曲 | 時間 |
| 1.                                       | 「まちあわせ」                                                     | 石川浩司   | たま       | 1:32 |
| 2.                                       | 「方向音痴」                                                       | 知久寿焼   | たま       | 3:03 |
| 3.                                       | 「オゾンのダンス」                                                 | 柳原幼一郎 | たま       | 2:43 |
| 4.                                       | 「夕暮れ時のさびしさに」                                           | 知久寿焼   | たま       | 3:42 |
| 5.                                       | 「学校にまにあわない」                                             | 石川浩司   | たま       | 8:02 |
| 6.                                       | 「海にうつる月」                                                   | 滝本晃司   | たま       | 3:43 |
| 7.                                       | 「そんなぼくがすき」                                               | 知久寿焼   | たま       | 3:54 |
| 8.                                       | 「かなしいずぼん」                                                 | 知久寿焼   | たま       | 6:08 |
| 9.                                       | 「きみしかいない」                                                 | 知久寿焼   | たま       | 4:01 |
| 10.                                      | 「星を食べる」                                                     | 滝本晃司   | たま       | 4:18 |
| 11.                                      | 「満月小唄」                                                       | 柳原幼一郎 | たま       | 7:43 |
| 12.                                      | 「マリンバ」                                                       | 柳原幼一郎 | たま       | 3:51 |
| 13.                                      | 「おやすみいのしし」                                               | 知久寿焼   | たま       | 2:56 |
| 14.                                      | 「らんちう 〜シングルヴァージョン〜」(編曲: たま & 高浪慶太郎)     | 知久寿焼   | たま       | 4:23 |
| 15.                                      | 「さよなら人類 〜シングルヴァージョン〜」(編曲: たま & 高浪慶太郎) | 柳原幼一郎 | たま       | 4:40 |
| 16.                                      | 「ばいばいばく」                                                   | 柳原幼一郎 | たま       | 3:33 |
| 合計時間:                                | 合計時間:                                                          | 合計時間:  | 68:12      |      |

| 全作曲: たま、全編曲: たま（特記以外）。 |                                                                    |            |            |      |
| #                                        | タイトル                                                           | 作詞       | 作曲・編曲 | 時間 |
| 1.                                       | 「まちあわせ」                                                     | 石川浩司   | たま       | 1:32 |
| 2.                                       | 「方向音痴」                                                       | 知久寿焼   | たま       | 3:03 |
| 3.                                       | 「オゾンのダンス」                                                 | 柳原幼一郎 | たま       | 2:43 |
| 4.                                       | 「夕暮れ時のさびしさに」                                           | 知久寿焼   | たま       | 3:42 |
| 5.                                       | 「学校にまにあわない」                                             | 石川浩司   | たま       | 8:02 |
| 6.                                       | 「海にうつる月」                                                   | 滝本晃司   | たま       | 3:43 |
| 7.                                       | 「そんなぼくがすき」                                               | 知久寿焼   | たま       | 3:54 |
| 8.                                       | 「かなしいずぼん」                                                 | 知久寿焼   | たま       | 6:08 |
| 9.                                       | 「きみしかいない」                                                 | 知久寿焼   | たま       | 4:01 |
| 10.                                      | 「星を食べる」                                                     | 滝本晃司   | たま       | 4:18 |
| 11.                                      | 「満月小唄」                                                       | 柳原幼一郎 | たま       | 7:43 |
| 12.                                      | 「マリンバ」                                                       | 柳原幼一郎 | たま       | 3:51 |
| 13.                                      | 「おやすみいのしし」                                               | 知久寿焼   | たま       | 2:56 |
| 14.                                      | 「らんちう 〜シングルヴァージョン〜」(編曲: たま & 高浪慶太郎)     | 知久寿焼   | たま       | 4:23 |
| 15.                                      | 「さよなら人類 〜シングルヴァージョン〜」(編曲: たま & 高浪慶太郎) | 柳原幼一郎 | たま       | 4:40 |
| 16.                                      | 「ばいばいばく」                                                   | 柳原幼一郎 | たま       | 3:33 |
| 17.                                      | 「らんちう 〜アルバムヴァージョン〜」(2009年追加曲)                | 知久寿焼   | たま       | 4:34 |
| 18.                                      | 「さよなら人類 〜オリジナルヴァージョン〜」(2009年追加曲)          | 柳原幼一郎 | たま       | 5:35 |
| 合計時間:                                | 合計時間:                                                          | 合計時間:  | 78:21      |      |

### 曲の解説
1. まちあわせ
  - 3rdシングル『夕暮れ時のさびしさに』のカップリング

タイトル曲
2. 方向音痴
  - 1stアルバム『さんだる』収録、10thシングル『星を食べる』カップリング
3. オゾンのダンス
  - 1stアルバム『さんだる』収録、2ndシングル
4. 夕暮れ時のさびしさに
  - 3rdシングル、2ndアルバム『ひるね』収録。
5. 学校にまにあわない
  - 1stアルバム『さんだる』収録
6. 海にうつる月
  - 2ndアルバム『ひるね』収録、4thシングル
7. そんなぼくがすき
  - 6thシングル
8. かなしいずぼん
  - 2ndアルバム『ひるね』収録。
9. きみしかいない
  - 3rdアルバム『きゃべつ』収録、5thシングル
10. 星を食べる
  - 3rdアルバム『きゃべつ』収録、10thシングル

本作と同時発売のシングル曲。
11. 満月小唄
  - 3rdアルバム『きゃべつ』収録
12. マリンバ
  - 2ndアルバム『ひるね』収録
13. おやすみいのしし
  - 3rdアルバム『きゃべつ』収録
14. らんちう 〜シングルヴァージョン〜
  - 1stシングル『さよなら人類/らんちう』の2曲目。
15. さよなら人類 〜シングルヴァージョン〜
  - 1stシングル『さよなら人類/らんちう』の1曲目。

デビュー曲で、たまブームのきっかけを作った楽曲でもある。
16. ばいばいばく
  - 4thシングル「海にうつる月」カップリング。
17. らんちう 〜アルバムヴァージョン〜
  - 1stアルバム『さんだる』収録

再発盤追加曲。
18. さよなら人類 〜オリジナルヴァージョン〜
  - 1stアルバム『さんだる』収録

再発盤追加曲。